# Народний музей «Набат пам'яті»
Народний музей «Набат пам'яті» розташований в місті Можга в Удмуртії, Росія. Він знаходиться в одноповерховій дерев'яній будівлі з різьбленням, яка була збудована в кінці XIX століття. В 1942—1945 роках тут був розміщений штаб 2-го Московського кулеметного училища. Музей був заснований Горошниковою Світланою Петрівною, 1928 року народження.
Основний напрямок — бойова слава можгинців. Також тут міститься зібраний матеріал з історії концтабору Бухенвальд, велось переписування з колишніми ув'язненими. На базі музею було проведено 2 зльоти за їхньої участі. В ході таких зборів у фондах музею з'явились особисті речі, фотографії, спогади колишніх ув'язнених. Також музей зібрав матеріали з історії 2-го Московського кулеметного полку, який розташовувався в будівлі в 1942—1945 роках.
Загальна площа музею — 208 м², з них експозиційно-виставкова — 191 м², фондова — 17,3 м². Музей має понад 9000 експозицію, з яких 5180 предметів складають основний фонд. З найбільш цінних та унікальних — колекція фотографій та листів Ф. Я. Фалалеєва (понад 100); колекція документів Марселя Поля, колишнього ув'язненого Бухенвальда; колекція фронтових листів (понад 200). В музеї працюють 8 співробітників, 4 з яких — науковці.
Співробітники музею проводить для відвідувачів різні екскурсії та лекції:
- екскурсії — Бухенвальд не повинен повторитись, Можгинці в боях за Батьківщину, Родина патріотів — брати Сидорові, Маршал авіації — Фалалеєв Ф. Я.;
- лекції — «Маленькі полонені Бухенвальда», «Бухенвальд не повинен повторитись», «Родина патріотів — брати Сидорові», «Маршал авіації Фалалеєв Ф. Я.», «Можгинці в боях за Батьківщину», «Можга в роки війни».

Спонсорами музею є мер міста Можга С. А. Пантюхин, голова Національного банку Удмуртії та депутат Державної ради Удмуртії Р. М. Каримов.

## Довідкова інформація
• Адреса: 427790, Удмуртія, м. Можга, вул. Наговіцина, 46 а

• Інтернет сторінка: http://www.museum.ru/M3203 [Архівовано 17 жовтня 2011 у Wayback Machine.]

• Режим: щоденно з 9:00 до 17:00, окрім суботи та неділі

• Плата: 20 рублів

• Проїзд: маршрути 1,3,5 до зупинки Педколедж

• Екскурсії: проводяться російською мовою

Фрагмент експозиціїФрагмент експозиції
Фрагмент експозиціїФрагмент експозиції
Ув'язнені Бухенвальду